# بریجت سنت جان
بریجت سنت جان (انگلیسی: Bridget St John؛ زادهٔ ۴ اکتبر ۱۹۴۶) یک موسیقی‌دان اهل بریتانیا است.